# Варфурени (Дамбовица)
Варфурени (рум. Vârfureni) насеље је у Румунији у округу Дамбовица у општини Пукени. Oпштина се налази на надморској висини од 762 m.

## Становништво
Према подацима из 2002. године у насељу је живело 98 становника, од којих су сви румунске националности.